# Долец (област Силистра)
 За другото българско село вижте Долец (Област Търговище).  
Долец е село в Североизточна България. То се намира в община Дулово, област Силистра.

## География
Село Долец се намира на 63,3 км от областния център Силистра, на 22,3 км от Дулово и на 24,4 км от град Главиница.
Селото се намира на 389 км от столицата София и на 164 км от град Букурещ.
Землището на селото е заобиколено от живописни гори наоколо.
Преобладаващата надморска височина е от 166 до 220 м.

## История
Старото наименование на селото е Дере-Махле (Dere-Mahle). През 1942 г. е преименувано на с. Долец. 1985 г. населението е наброявало 628 жители. Населено е с предимно туски произход. От 1913 до 1940 година, село Долец попада в границите на Румъния, която тогава окупира Южна Добруджа. По силата на Крайовската спогодба село Долец е върнато на България през 1940 г.

## Религии
Жителите на селото изповядват религията ислям.

## Културни и природни забележителности
Селото се намира на брега на стара изсъхнала река, откъдето и носи и турското си име (квартал покрай реката).